# The Policeman's Romance
The Policeman's Romance è un cortometraggio muto del 1909 diretto da Gilbert M. 'Broncho Billy' Anderson.

## Produzione
Il film fu prodotto dalla Essanay Film Manufacturing Company. Venne girato a Chicago - città dove la casa di produzione aveva la sua sede principale - negli  Essanay Studios, al 1333-45 W. di Argyle Street.

## Distribuzione
Uscì nelle sale cinematografiche USA il 30 giugno 1909.